# Johann Georg Halske

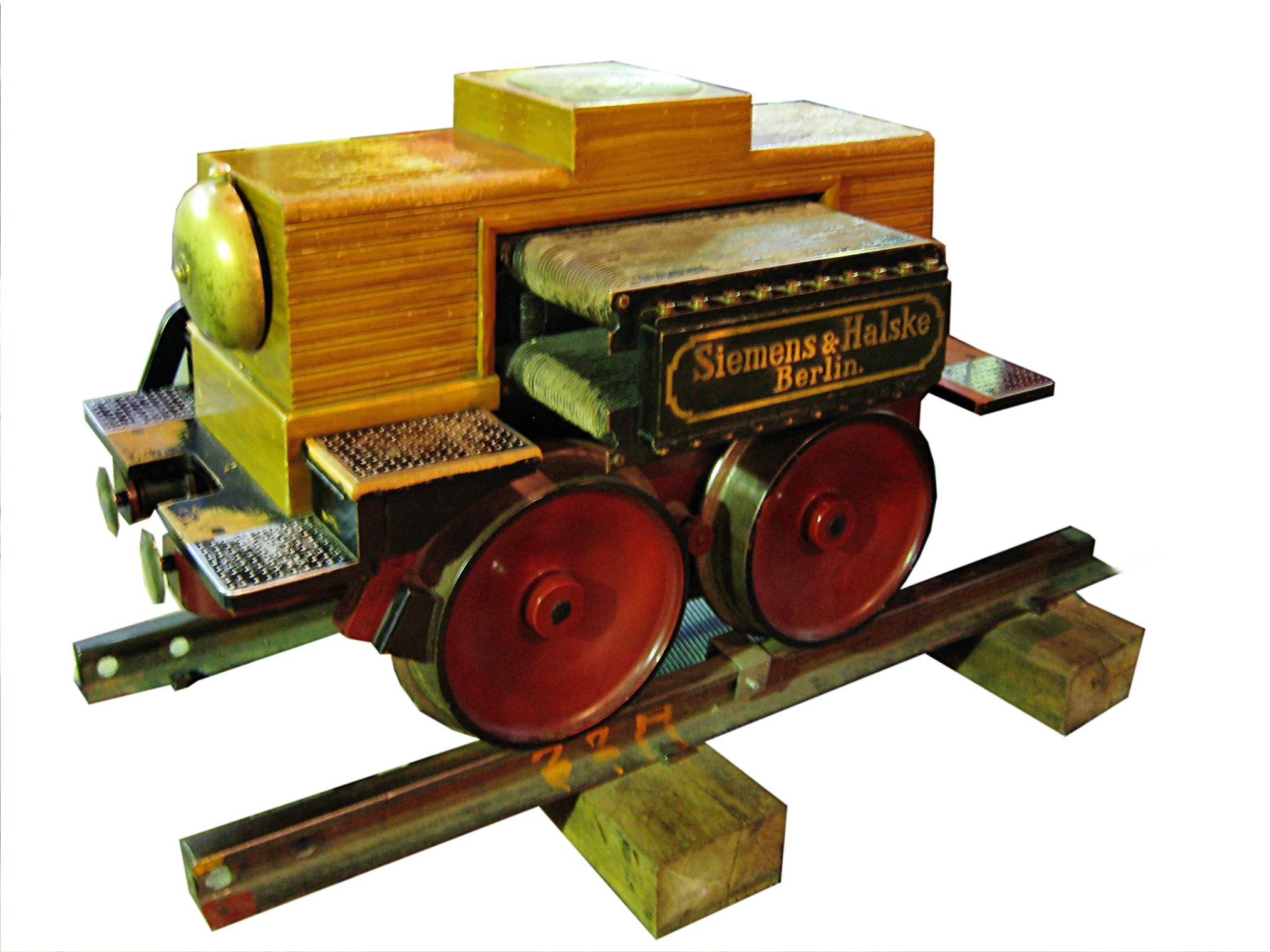
Veicolo ferroviario elettrico Siemens & Halske

Johann Georg Halske (Amburgo, 30 luglio 1814 – Berlino, 18 marzo 1890) è stato un imprenditore tedesco.

## Biografia
Nacque dal commerciante di zucchero Johann Heinrich Halske. Dal 1825 al 1828 studiò presso il Gymnasium zum Grauen Kloster di Berlino.
Nel 1828 lasciò la scuola e lavorò per breve tempo dal fabbricante berlinese Schneggenburger in Ritterstraße 37, conoscendo il meccanico di precisione Wilhelm Hirschmann. Dopo l'apprendistato lavorò presso diverse officine meccaniche di precisione, l'ultima delle quali fu ad Amburgo presso Repsold.
Nel 1843 ritornò a Berlino e fondò nel 1844 assieme al meccanico Friedrich M. Boetticher in Karlstraße una officina per la costruzione di macchine. Per il fisiologo Emil Heinrich du Bois-Reymond sviluppò un dispositivo elettromedicale a induttori.
Sullo annuario del 1845 della Physikalischen Gesellschaft von Berlin, più tardi Deutschen Physikalischen Gesellschaft, si trova J.G. Halske accanto a nomi quali Hermann von Helmholtz, Emil H. du Bois-Reymond, Rudolf Virchow e Werner von Siemens. Halske e Siemens si incontreranno abitualmente a parlare della società in casa del fisico Heinrich Gustav Magnus, Magnus-Haus a Kupfergraben (dal 2001 della Siemens AG e a disposizione della Deutschen Physikalischen Gesellschaft).
Nel 1846 Siemens creò il ‚suo‘ Zeigertelegraph di Halske & Boetticher. Halske perse di vista per alcuni anni il suo compagno di esperienze. Il 12 ottobre 1847 fonda con Werner Siemens la Telegraphen-Bauanstalt von Siemens & Halske a Berlino. Per vent‘anni gestirà la fabbrica di Berlino.
Inizia l'espansione con filiali a San Pietroburgo e Londra. L'amicizia con Werner von Siemens proseguì fino alla morte di questi.
Halske sposa nel 1846 Henriette Friederike Schmidt. Ebbero quattro figli, due maschi e due femmine. Johann Georg Halske venne sepolto nella tomba di famiglia presso il Dreifaltigkeitskirchhof II Feld M,G3. Sul sepolcro vi è un medaglione raffigurativo di Julius Moser.